# Język bonerate
Język bonerate – język austronezyjski używany przez grupę ludności w prowincji Celebes Południowy w Indonezji. Według danych z 1987 roku posługuje się nim 9500 osób. 
Publikacja Peta Bahasa podaje, że użytkownicy języka bonerate zamieszkują wieś Bonerate (kecamatan Pasimarannu, kabupaten Kepulauan Selayar). Z danych Sulawesi Language Alliance wynika, że jest używany na czterech wyspach (na południowy wschód od wyspy Selayar): Bonerate, Madu, Kalaotoa, Karompa.
Publikacja Ethnologue wyróżnia dwa dialekty: bonerate, karompa. 
Według doniesień z lat 80. i 90. XX wieku pozostaje w powszechnym użyciu. W regionie panuje wysoki poziom wielojęzyczności (wiele osób zna również języki: indonezyjski, bugijski, selayar i bajau). Dodatkowo wyspy Kalaotoa i Karompa są zamieszkiwane przez ludność o mieszanym pochodzeniu etnicznym.
Został bliżej powiązany z językiem tukang besi. Bywa rozpatrywany jako dialekt południowego wariantu tukang besi. Według tradycji ustnej ludność Bonerate wywodzi się z wyspy Binongko w archipelagu Tukangbesi.
Nie wykształcił piśmiennictwa.